# Vijfhoek (Brussel)

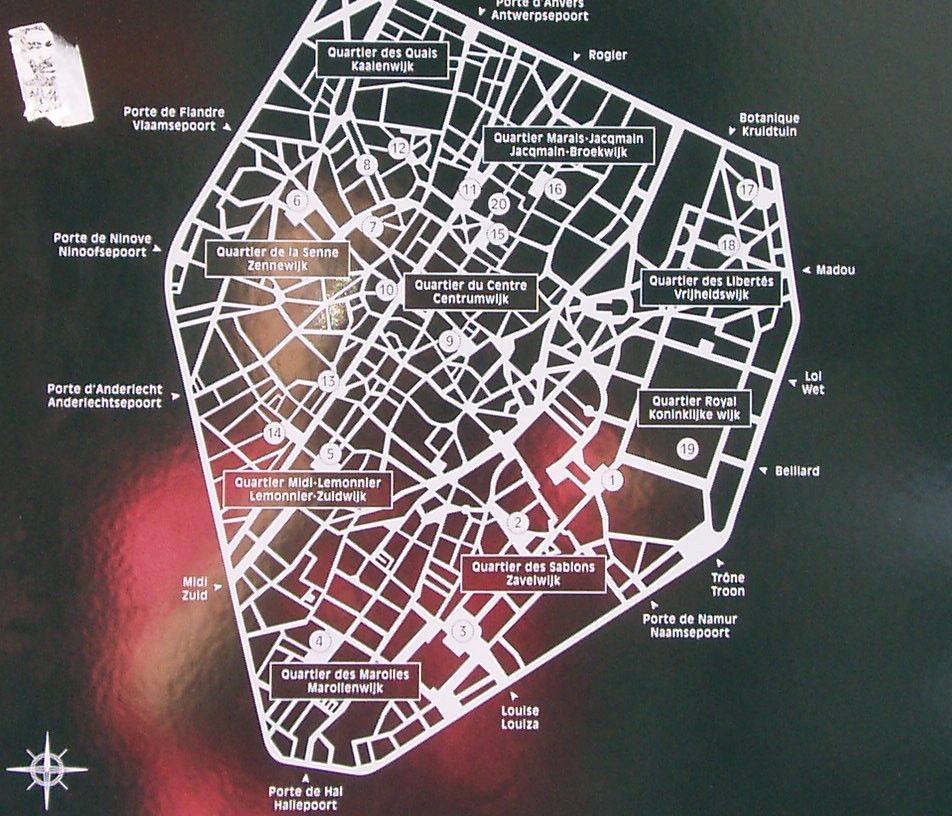
Een kaartje van de Brusselse binnenstad op een toeristisch infobord.

De Vijfhoek (Frans: le Pentagone) of de Brusselse binnenstad is het stadscentrum van de Belgische hoofdstad Brussel binnen de contouren van de R20, de Kleine Ring rond Brussel. De Kleine Ring bevindt zich op de plaats van de tweede omwalling van Brussel, die werd aangelegd in de 16e eeuw. Zoals in de meeste Europese steden werden deze wallen eind 19e eeuw vervangen door grote boulevards. Het oude stadscentrum, binnen de oude omwallingen en nu omgeven door de Kleine Ring, beslaat 4,61 km² en is min of meer vijfhoekig of hartvormig.
Anno 2013 woonden er 51.566 mensen in de Vijfhoek, voornamelijk in de Marollen en ten westen van de centrale lanen. Voor de volledige gemeente Brussel waren dit er 168.576; de meerderheid woont immers in het noordelijke deel van de gemeente.

## Buurten en wijken
Buurten en wijken in de Vijfhoek zijn:
- Anneessenswijk
- Centrumwijk
- Ilot Sacré
- Kaaienwijk
- Koninklijke Wijk
- Putterij en wijk van de kathedraal
- Jacqmain-Broekwijk
- Marollen
- Vrijheidswijk (Onze-Lieve-Vrouw-ter-Sneeuw)
- Stalingrad
- Zavel
- Dansaertwijk, Zennewijk en Sint-Gorikswijk
- Zuid-Lemonnierwijk

## Mobiliteit
De Vijfhoek is omgeven door de R20, de kleine ring van Brussel.
In de Vijfhoek bevinden zich het treinstation Brussel-Centraal en de kleinere stations Brussel-Congres en Brussel-Kapellekerk.
De Grote Markt is sinds 1990 een voetgangerszone. In juli 2015 werd dit uitgebreid met onder meer het Beursplein. Met Good Move Vijfhoek kwam op 16 augustus 2022 een circulatieplan in voege.